# Dot Richardson

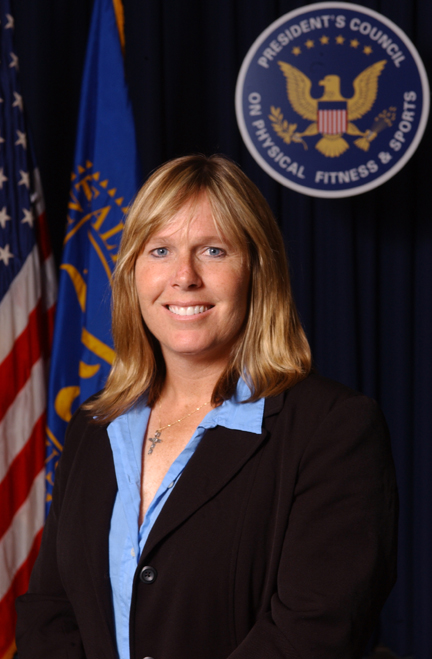
Dot Richardson (2004)

Dorothy Gay „Dot“ Richardson (* 22. September 1961 in Orlando) ist eine ehemalige US-amerikanische Softballspielerin.

## Karriere
Richardson wurde mit der US-amerikanischen Softballnationalmannschaft Olympiasiegerin bei den Spielen 1996 in Atlanta und 2000 in Sydney. Bereits zuvor hatte sie mehrfach an den Panamerikanischen Spielen teilgenommen – 1979, 1987, 1995 und 1999 gewann sie jeweils die Goldmedaille, 1983 holte sie mit dem Team Silber. Sie spielte auf der Position des Shortstops.
Ihre Collegekarriere begann an der Western Illinois University, ehe sie an die University of California, Los Angeles wechselte. Dort wurde sie 1983 mit den UCLA Bruins NCAA-Meisterin und schloss im selben Jahr ihr Studium ab. Anschließend spielte sie auf Vereinsebene bis 1984 in der National Pro Fastpitch bei den Florida Rebels und war danach bis 1994 für die Raybestos Brakettes aktiv.
Parallel zu ihrer sportlichen Laufbahn absolvierte Richardson zunächst ein Masterstudium in Sportphysiologie an der Adelphi University und anschließend ein Medizinstudium an der University of Louisville, das sie 1993 mit dem Doktortitel abschloss. Es folgte eine Facharztausbildung in orthopädischer Chirurgie an der University of Southern California sowie ein Fellowship in Sportmedizin an der Kerlan-Jobe Clinic in Los Angeles. Danach war sie zunächst als Orthopädin tätig, bevor sie geschäftsführende Direktorin und medizinische Leiterin des National Training Center wurde, eine Funktion, die sie bis 2012 innehatte. Ab 2013 übernahm sie das Traineramt im Softballteam der Liberty University.
Richardson wurde 1999 in die Florida State Hall of Fame aufgenommen und gehört außerdem der USA National Softball Hall of Fame an.